# Elektriciteitscentrale Warszawa-Kawęczyn

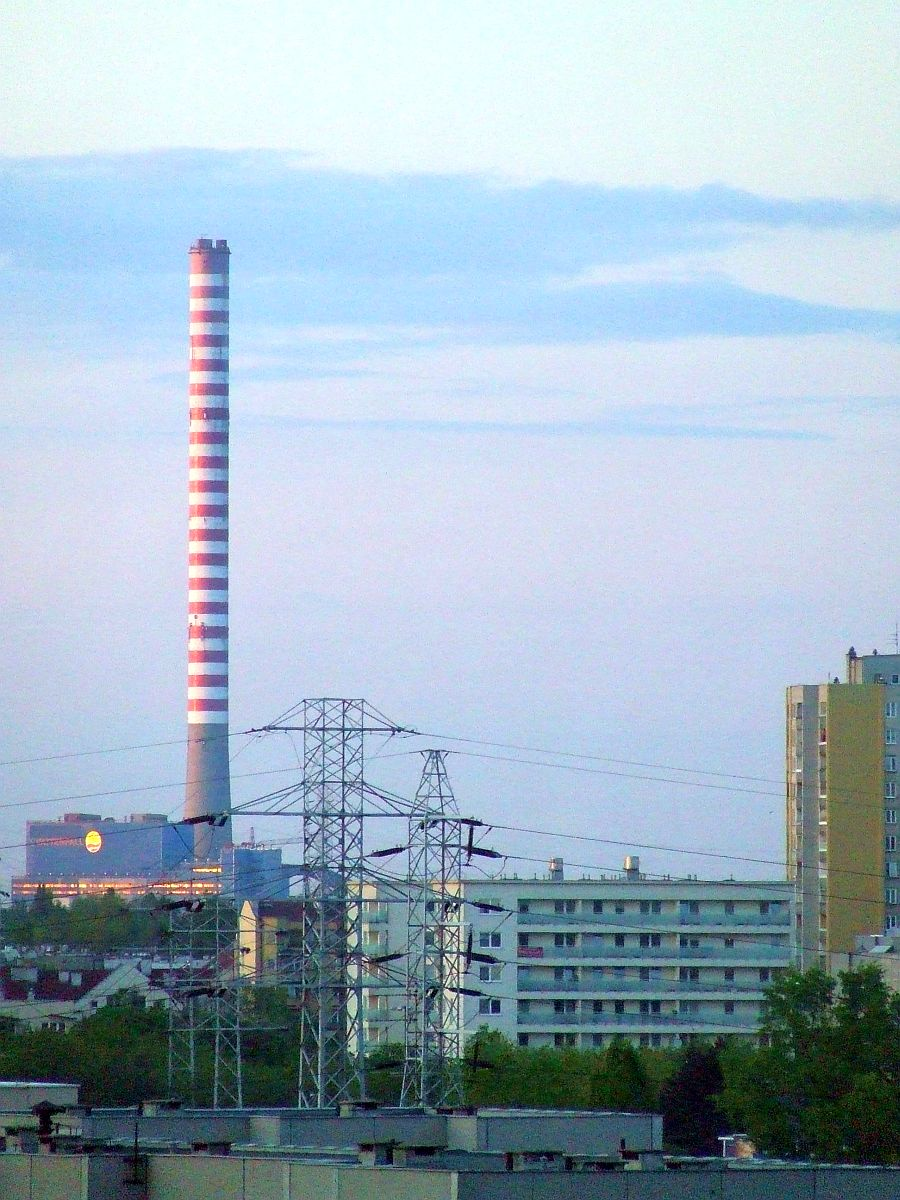
Schoorsteen van de elektriciteitscentrale Warszawa-Kawęczyn

De elektriciteitscentrale Warszawa-Kawęczyn is een grote thermische centrale te Warschau, de hoofdstad van Polen. Kenmerkend is de 300 m hoge schoorsteen, een van Polens hoogste vrijstaande constructies.